# Neajlov
Neajlov je řeka v Rumunsku. Je pravostranným přítokem řeky Argeș, do níž se vlévá u obce Comana v župě Giurgiu. Pramení na plošině východně od Pitești. Je dlouhá 188 km a její povodí má rozlohu 3718,5 km².
Povodí řeky leží v jižní části Rumunska. Na řece leží tato města a vesnice, směrem od pramene k ústí: Oarja, Morteni, Petrești, Uliești, Corbii Mari, Vânătorii Mici, Crevedia Mare, Clejani, Bulbucata, Iepurești, Singureni, Călugăreni, Comana. Jejími přtoky jsou zleva Neajlovel, Izvor a Ilfovăț a zprava Valea Strâmbă, Copăcel, Pălălău, Holboca, Baracu, Chiricanu, Dâmbovnic, Bălăria, Vârtop, Câlniștea, Dadilovăț a Gurban. Na řece leží Comanské jezero.